# Tommy Lee Jones

Tommy Lee Jones (San Saba, Texas, 1946. szeptember 15. – ) Oscar- és Golden Globe-díjas amerikai színész.
Filmszerepei mellett feltűnt televíziós sorozatokban (Charlie angyalai), és játszott klasszikus színházi darabokban (Hazafit nekünk!), valamint rendezőként és forgatókönyvíróként is elismerték. Rendezőként a Melquiades Estrada három temetése című filmjével debütált. 1994-ben csillagot kapott hollywoodi hírességek sétányán.

## Gyermek- és fiatalkora

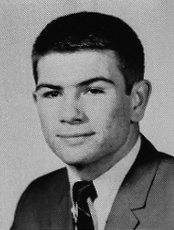
Jones a középiskolai évkönyvben (1964)

Tommy Lee Jones a Texas állambeli San Sabában (80 mérföldre Austintól) született 1946. szeptember 15-én. Jones nagyanyja cseroki és walesi származású. Anyja Lucille Marie (születési nevén: Scott) rendőr (az első rendőrnő volt a megyében) és tanár volt, valamint fodrászból később szépségszalon tulajdonos lett, míg apja, Clyde C. Jones (nem volt középső neve csak a C.) olajbányász volt Texasban és Líbiában. Marie és Clyde 1945-ben házasodtak össze. A család nehéz időket élt át, mivel Clyde alkoholproblémákkal küzdött (gyakran meg is verte a fiát). Ez megnehezítette Tommy Lee gyermekkorát, aki ezért az amerikai futballhoz menekült, amelyet versenyszerűen űzött, s amelynek segítségével bejutott a Harvard Egyetemre is. Marie 1950-ben ismét szült, ám a gyermek születéskor meghalt (David Michaels-nek nevezték el). A szülők elváltak, azonban 1968-ban újra összeházasodtak, ami hat évig tartott, mígnem újra különváltak. Clyde 60 éves korában szívbetegségben meghalt. Marie újra férjhez ment, ezúttal Carlton Bradenhez, aki később elhagyta őt. A nő így özvegyként él San Antonio közelében, két unokájával és Tommy Lee-vel.
Tommy Lee 13 évesen a midland-i Robert E. Lee High School (más néven: Alamo Junior High School) járt, ahol elkezdett futballozni. Ezt a sportot folytatta a texasi St. Mark's Schoolban, melynek segítségével ösztöndíjat nyert a Harvard Egyetemre. Az iskolakezdés előtt dolgozott olajmezőkön, csakúgy, mint az apja. Az egyetemen szobatársa volt a szintén színész John Lithgow-nak, Bob Somerbynek, Daily Howler (az első és legnagyobb politikai blog) készítőjének, és Al Gore-nak, az Amerikai Egyesült Államok 45. alelnökének. Jones az egyetemen támadó szerelőjátékos volt, ráadásul benne volt a Harvard University 1968-as veretlen csapatában. A döntőben emlékezetes szerepe volt, hisz az utolsó pillanatokban 16 pontos comebacket szerzett a Yale University ellen. Erről 2008-ban dokumentumfilmet is csináltak Harvard Beats Yale 29-29 címmel, amelyben Tommy Lee is részt vett. Jones az amerikai futballon kívül kipróbálta a baseballt, lovaspólót és a diszkoszvetést, de ilyenkor már nem csak a sport érdekelte, hanem a színészet is, így beiratkozott a Harvard Drama Clubba. Itt játszott William Shakespeare Coriolanus című darabjában is. 1969-ben Bachelor of Arts (BA) diplomát szerzett (azaz a mai magyar felsőoktatási rendszer fogalmai szerint egyetemi alapképzésben részesült, és nem vett részt mesterképzésben (Master of Arts, MA)) cum laude (jó és közepes) minősítéssel, angol és amerikai irodalomból.
Tommy Lee Jones a diploma után New Yorkba költözött, hogy elkezdhesse színészi karrierjét.

## Filmes karrierje

### Korai évek: 1970-es évek
New Yorkba költözése, valamint debütálása a Broadway-n (Hazafit nekünk!) után elkezdte filmes pályafutását is. 1970-ben megkapta a Love Story – Szerelmi történet című film egyik kisebb szerepét. Ezt, a most már klasszikussá vált romantikus filmet Arthur Miller rendezte, forgatókönyvírója Erich Segal volt. Jones (a stáblistán ekkor még Tom Lee Jonesnak volt feltüntetve) a filmben az egyik főszereplő Olivernek (Ryan O’Neal) a harvardi szobatársát, (Jones valóban itt tanult régebben) Hank Simpsont alakította. A film végül öt Golden Globe-díjat és Oscar-díjat nyert. Az ehhez való sikerhez Jonesnak is volt némi köze: a szerző Erich Segal maga is tanított a Harvardon és a férfi főszereplőt (Olivert) részben Tommy Lee-ról és Al Gore-ról mintázta. Ezt követően szerepet vállalt a One Life to Live című sorozatban, ahol öt évig dolgozott folyamatosan, valamint színházakban játszott, így ez idő alatt, mozifilmes karrierjével nem tudott annyira foglalkozni. Egyedül 1973-ban kapott szerepet a Life Study című drámában. Az első és egyben utolsó filmes rendező, Michael Nebbia bízta Jonesra Gus szerepét. A film nem vitte előre Tommy Lee hírnevét, de ez volt az első igazi szerepe, hisz a stáblista harmadik helyére került.
1975-ben befejezte az One Life to Livet, ahol közönségismeretségre tett szert, így komolyabban is elkezdhette filmes pályafutását. Az év végén leszerződött az Eliza horoszkópja című misztikus romantikus drámába. A filmet Kanadában forgatták Gordon Sheppard rendezésében, ahol Jonesnak egy félig indián építőmunkást kellett eljátszania, aki beleszeret a címszereplő Elizába. A film csúfosan megbukott, amit úgy értékeltek, hogy egy „bolondos lány keresi lélektársát sok hallucinációval kísérve”. 1976-ban megkapta első főszerepét A Jackson megyei börtön című drámában, ahol a kétszeres Golden Globe-díjra jelölt Yvette Mimieuxal szerepelt együtt. A filmet 26 napig forgatták, főleg Kaliforniában. Itt Jones-nak Coley Blake-et kellett alakítania, aki segít megszöktetni Dinah-t (Yvette Mimieux), aki megölt egy börtönőrt, miután ő megerőszakolta. A film 500 000 dolláros költségvetésből készült, ám a film bemutatása után ennek majdnem az ötszörösét hozta vissza. A filmkritikusok körében vegyes kritikát kapott, ám bizonyos körökben, majdhogynem „kultikus film” lett: 1996-ban Quentin Tarantino az első, saját filmfesztiválján (Quentin Tarantino Filmfesztivál) mutatta be, valamint Danny Peary, filmkritikus saját Must See (Látni kell) listájára sorolta be. Ugyanebben az évben mellékszerepet kapott a Smash-Up on Interstate 5 című televízióra szánt katasztrófa filmben. A történet Trevor Dudley Smith novelláján alapul, mely több történetet kapcsol össze egy karambol miatt. Az egyik „szál” Barbara Huttont mutatja be, aki kétségbeesik, amikor értesülést kap, hogy férje (rendőr) lövést kapott egy rutinvizsgálat során (őt játssza el Tommy Lee). A következő évben címszerepet kapott A lenyűgöző Howard Hughes című életrajzi produkcióban. A filmet William A. Graham rendezte, aki addigi karrierje során szinte csak tv-filmeken vagy sorozatok epizódjain dolgozott. Howard Hughes karakterét eredetileg Warren Beattyre akarták bízni, ám ő, az egymillió dolláros fizetés ellenére visszautasította az ajánlatot, így a csakúgy, mint Hughes, a szintén texasi Jonesra esett a választás, aki már csak 25 000-es fizetést kapott. Ezt azonban Tommy Lee nem bánta, hisz ő játszhatta el először az amerikai filmproducer, filmrendező, mérnök és egyben pilóta Howard-ot. A tévében a 215 perces változatot mutatták be, ám a DVD-változatban már csak a 123 perces időtartam szerepel. A kritikusok többsége jó véleménnyel volt a filmről és Tommy Lee-ról, valamint sokaknak tetszett, hogy Hughes idősebb éveit is megmutatta, mikor már a világtól elzárkózva élt beteges tisztasági mániája miatt és munkatársaival is csak telefonon tartotta a kapcsolatot (a 2004-es Aviátor című öt Oscar-díjas filmben ezt nem mutatták meg). Ez a tévéfilm nemcsak Jones karrierjét vitte előre, de Ed Harris pályafutását is útnak indította. Ebben az évben még egy mozifilmben is szerepet vállalt, melynek a címe a Rolling Thunder – Gördülő mennydörgés volt. Itt Johnny Vohdent a háborús veteránt játszotta, aki segít barátjának felesége gyilkosain bosszút állni. A film „jót tett” Jones karrierjének, hisz a forgatókönyvet az a Paul Schrader írta aki a Taxisofőrt és a Dühöngő bikát is írta, valamint eredetileg az ismert filmkiadó, a 20th Century Fox adta volna ki, ám a mozi túl erőszakos jeleneteket tartalmazott, így az AIP (American International Pictures) cég mutatta be.
A bemutató után „b-kategóriás” filmnek tartották, ám több kritikus is jó véleménnyel volt a moziról, valamint Tommy Lee-ról is. A Rotten Tomatoes filmkritikusai 100%-os értékelést adtak a nézők pedig 81%-osat. A filmkritikus Gene Siskel, 1977-es legjobb 10. filmes listájába sorolta be, valamint Quentin Tarantino egyik kedvenc filmje, aki még a b-filmeket forgalmazó produkciós cégét is erről a moziról adta (Rolling Thunder Pictures). 1978-ban már két mozifilmben is szerepet kapott: az első A Betsy című drámában volt. Jones itt egy maffiavezér unokáját alakítja, akit arra kér meg egy dúsgazdag, jómódú család, hogy tervezze meg a Betsyre hallgató, új autómodellt. A film ígéretesnek hangzott, hisz a háromszoros Oscar-díjas Laurence Olivier és az ekkor már ismert, de még csak egyszeres Oscar-díjra jelölt Robert Duvall szerepelt, valamint a film Harold Robbins azonos című könyvéből alapult. Ennek ellenére a mozi megbukott mind a nézőknél, mind a kritikusoknál. A The New York Times nem volt jó véleménnyel róla, sőt a londoni TimeOut, Jonesról is (rossz) kritikát adott, miszerint „a fiatal Tommy Lee Jones a dinamikus Angelo Perinóba nem tudott elég energiát hozni”. John Wilson az Arany Málna díj alapítója, saját könyvében is megemlíti a filmet, mint a „100 legélvezhetetlenebb film” egyike. Azonban Tommy Lee, így is nyert filmmel, hisz legalább ismét egy moziban játszott és Robert Duvallal is nagyon jó barátok lettek. Ez évi és egyben utolsó filmje Jones-nak az 1970-es években a Laura Mars szeme című thriller volt, melynek az egyik forgatókönyvírója John Carpenter volt. A produkciót 56 napig rendezte, az az Irvin Kershner akit ezután a film után leszerződtettek, a nagy sikerű Csillagok háborúja V: A Birodalom visszavágba. Jones ezúttal egy gyilkossági nyomozót alakít, aki a címszereplőnek (Faye Dunaway) segít, akit valós látomások gyötörnek egy sorozatgyilkosról. A filmbe Tommy Lee saját monológot írt, ami ugyan a filmben nem volt feltüntetve, ám Kershner elismerte, hogy Jones írta. A mozi javarészt, pozitív kritikákat kapott: A The New York Times-tól Janet Maslin, "ostoba" filmnek tartotta, de tetszett neki, azonban a kritikus Roger Ebert-nek már kevésbé jó véleménnyel volt. A film és Jones-ról írt vegyes kritikák ellenére, a mozi kasszasiker lett, hisz a 7.000.000 $-os költségvetésű film, 20.000.000-os bevételt hozott.
1970-es évek végén, Tommy Lee Jones túl volt első házasságán, valamint a hol kiváló (A Jackson megyei börtön, Rolling Thunder – Gördülő mennydörgés), hol csapnivaló filmekben (Eliza horoszkópja, A Betsy) vállalt szerepei miatt a korai éveiben sokat küszködött az elismerésért.

### Tévéfilmes korszaka: 1980-as évek
Az 1980-as években Tommy Lee Jones első szerepe igen ígéretesnek hangzott: ez volt A szénbányász lánya című zenés-életrajzi film. A mozi Loretta Lynn country énekesnő életét mutatja, melyben Jones, férjét Doolittle Lynn alakítja. A film hatalmas sikert aratott a kritikusok és a nézők körében is. A kritikusok legtöbbje Sissy Spaceket emelte ki (Oscar-díjat is kapott érte), ám voltak akik Jones játékát is megemlítették, miszerint: "Spacek és Jones remekül mutatták meg Loretta és Doolittle igazi kapcsolatát". A New York-iaknak annyira tetszett Jones alakítása, hogy megkapta első filmes díját érte, a New York-i Filmkritikusok Egyesülete, legjobb férfi mellékszereplő kategória második helyezett díját. Ugyanebben az évben főszerepet, mégis jelentéktelen szerepet vállalt a Barn Burning című televízióra szánt rövidfilmben. Jones-t nagy meglepetés érte 1980 végén, mikor kihirdették a Golden Globe-díj jelöltjeit.: A szénbányász lányát négy kategóriában jelölték, köztük a Legjobb férfi színész (komédia vagy musical)-ban is, mely Tommy Lee nevéhez fűződött. A díjat végül Ray Sharkey kapta A sztárcsinálóért, ám ezzel a jelöléssel bebiztosította magát, hogy folyamatosan játszhasson a következő években is. 1981-ben John Carpenter főszerepet ajánlott a Menekülés New Yorkból című sci-fi filmbe, ám Jones visszautasította, helyette pedig a Kéjnő Kaliforniába készül című romantikus vígjátékban vállalt szerepet, ahol egy kiégett bokszolót alakít, aki új életet akar kezdeni az ex-örömlánnyal (Sally Field) Kaliforniában. Vincent Canby, a New York Times kritikusa jó véleménnyel volt a filmről, valamint a két főszereplőről "úgy tűnik, igazi egyetértés van a két szereplő között". Roger Ebert a Chicago Sun-Times kritikusa már nem adott ilyen dicsérő kritikát a filmről, de a színészeket ő is dicsérte "a szereplők teljesítményében nincs hiba". Az elismerések ellenére, egy negatív kritikát is kapott, pont filmbeli partnerétől Sally Fieldtől, aki a forgatás során rossz véleménnyel volt Jones munkamódszerétől, valamint a film után, Field kijelentette: "Nem akarok többet vele dolgozni".
1982-ben ismét egy sci-fi filmbe ajánlottak neki főszerepet, ezúttal a Szárnyas fejvadászba, amit ugyancsak elutasított. Később kiderült, hogy rosszul döntött, hisz a mozit két Oscar-díjra is jelölték és Harrison Ford, aki Jones-nak szánt karakterét kapta végül, igen jó kritikákban részesült. Tommy Lee elvállalta viszont, Norman Mailer, A hóhér dala című Pulitzer-díjas regény tv adaptációját. A tévéfilm, Gary Mark Gilmore (őt játssza el Jones), a kétszeres rablógyilkos utolsó kilenc hónapját meséli el, miután 1977. január 17-én kivégzik. A kritikák, ahogy az ilyen filmeknél szokott lenni, sokaknak a könyv jobban tetszett, ezért a tévéadaptációt leminősítették, azonban a londoni TimeOut „lenyűgözőnek” tartotta Jones játékát  és a New York Times is dicsérte. Ám Jones-t ezúttal nem "csak" szóban dicsérték: 1983-ban megkapta első jelentős díját, az Emmy-díjat a legjobb férfi főszereplő (televíziós minisorozat vagy tévéfilm) kategóriában. Ugyan ebben az évben, egy szintén ígéretesnek hangzó tv-filmben játszott, melynek a címe Esőcsináló volt. A produkció rendezője John Frankenheimer volt, aki már ekkor olyan filmeknek volt a direktora, mint Az alcatrazi ember, az 1962-es A mandzsúriai jelölt vagy a Francia kapcsolat 2.. Frankenheimer, Jones-on kívül, olyan színészeket hívott ebbe a filmbe, mint James Cromwell, William Katt (aki a The Greatest American Hero című sorozatból lett ismert) és az ekkor már Oscar-díjra jelölt Tuesday Weld. A neves rendező és színészek ellenére a film nem jutott el a mozi bemutatóig, így csak a televízióban mutatták be és a nézők, valamint a kritikusok figyelmét is elkerülte ez a tv-film. 1983-ban a nagy vásznon játszhatott, ráadásul az egyik címszereplője volt a Nate and Hayes (Kincs a kannibálok szigetén) című kalandfilmnek. A nézők ismét egy új oldaláról ismerhették meg Jones-t, aki ezúttal egy kalózt alakított. Karakterét William Henry 'Bully' Hayes kapitány hívták, aki egy valós személy volt. Hayes "aktív" kalóz volt a Csendes-óceán déli részén, egészen a 19. század közepéig, míg nem 1877-ben meggyilkolták. A filmben Tommy Lee oldalán feltűnt még az akkor lett Oscar-jelölt, Michael O'Keefe. A film vegyes kritikákat kapott a nézőktől, a filmkritikusok figyelmét pedig elkerülte. Jones a következő évben, ismét egy nagy sikerű műnek az újragondolásában, remakéjében szerepelt, ezúttal Tennessee Williams, Macska a forró bádogtetőn című drámájában. Ezt a Pulitzer-díjas darabot főként színházakban játszották, de 1958-ban már filmre vitték Paul Newmanal és Elizabeth Tayloral a főszerepben, valamint 1976-ban egy tévéfilm is készült. Ennek ellenére Jones elvállalta, hisz ugyanazt a karaktert kellett eljátszania (felülmúlnia), akit 1958-ban Paul Newman alakított (aki azért az alakításáért Oscar-díjra jelöltek), valamint az 1976-os változatban az akkor kétszeres Golden Globe-díjra jelölt Robert Wagner játszott. A tv-film "középszerű" kategória lett, ám néhány kritikus kiemelte, hogy a szexuális jelenetet bemutatták, nem úgy, mint az 1958-as filmben. Jones alakítását nem dicsérték, de nem is húzták le, így nem tudta elérni, azt amit Newman tett 1958-ban. Az év második felében ismét mozifilmben játszhatott, melynek a címe a Folyami patkány volt. A produkciót Thomas Rickman rendezte, akinek ez volt az első filmje, mint rendező (1972 óta forgatókönyvíróként jegyzi a filmipar), igaz Jones-al dolgozott már együtt a Szénbányász lánya című filmben. Rickman-en kívül volt még egy ember, aki akkor debütált, ő Martha Plimpton, akinek ez volt a második mozija, de az első főszerepe. A TimeOut nem találta jónak a filmet, bár Jones játékát első osztályúnak találták, mint ex-fegyence. Jones-t több kritikus is, nyilvánvaló tehetségnek tartotta, valamint A hóhér dala sikere után, még mindig nem tudott igazán mozifilmekben játszani, ráadásul 1985-ben nem is vállalt szerepet.
Jones egy év szünet után az 1980-as évek második felét három filmmel folytatta: Az első az Enyém a park tévéfilm Stephen Peters 1981-es azonos című regényén alapul. Tommy Lee egy vietnámi veteránt alakít, aki miután megtudta, hogy társai meghaltak, túszokat ejt, és átveszi az uralmat a Central Parkon, felvéve a harcot a hatóságok ellen. A tv-s produkció vegyes kritikában részesült (főként alul értékeltekben ), ám a legnagyobb negatívuma mégsem ez, hanem, hogy a forgatás során három ember is meghalt, ebből egy öngyilkos lett. Ezután jött a Fantasztikus prototípus című sci-fi. A mozit John Carpenter írta, aki már egyszer szerepet akart adni Jonesnak (Menekülés New Yorkból), így nem is Tommy volt az első számú főszereplő jelölt. Jeff Bridges, Don Johnson, Tom Berenger és Richard Dean Anderson is szóba került, míg nem, a texasi színész kapta. A főszereplőnő szerepét Linda Hamilton kapta, aki már akkor ismert volt a Terminátor – A halálosztó című moziból. Jonesnak egy FBI-ügynököt kellett eljátszania, akinek egy szalagot kell ellopnia egy gonosz vállalattól, egy szuper-autó segítségével. A filmet, azon a hollywood-i helyen forgatták, ahol az 1978-as A Betsy című mozit is, amiben Tommy Lee szintén játszott, valamint a forgatások Jones nagyon kevésszer használt kaszkadőrt. A NY Times közepesnek, míg a Rotten Tomatoes nagyon gyengének találta a produkciót. Ezután Jurij Nosenko, KGB című tv-filmben vállalt szerepet. A történet Jurij Nosenko történetét mutatja be, aki KGB ügynök volt, aki később az Egyesült Államokba disszidált. Itt hallgatja ki, Steve Daley (Tommy Lee játssza), CIA ügynök. A produkciót Mick Jackson rendezte, aki pályafutása során gyakran vállalt tv-filmeket. 1987-ben főszerepet kapott a Megszegett fogadalmak című misztikus, romantikus drámában. Partnerei az Oscar-díjra jelölt Annette O’Toole és a pályafutása elején lévő, szintén Oscar-jelölt David Strathairn volt. Jones itt egy katolikus papot alakít, aki egy gyilkosság kapcsán belebonyolódik egy szerelmi kapcsolatba, akinek ez, próbára teszi a papi esküjét. A történet Dorothy Salisbury Davis, amerikai krimi író, novelláján alapul. Még ugyanebben az évben negatív karakterként is kipróbálta magát A nagyváros című drámában. Itt, a még szintén karrierjük elején járó Matt Dillonnal és Diane Lane-nel szerepelt együtt. A mozi vegyes fogadtatásba részesült, viszont a Pulitzer-díjas filmkritikus Roger Ebert igencsak dicsérte a filmet. 1988-ban négy produkcióban is szerepet vállalt, ezekből pedig három televízióra szánt film volt: Az első ilyen volt a Csak a testemen keresztül. Itt ismét vietnámi veteránt alakít (Enyém a park után), aki hazatérése után farmer lett, ám itt újra harcba száll, csak most a kormány ellen, akik a farmja helyére rakéta bázist akarnak építeni. A filmet még 1987 végén kezdték el forgatni ám nem készült el az év végéig, így a bemutatása 1988. január 17-ére esett. Ez volt az első filmje Joseph Gordon-Levittnek, akivel Jones később a Lincolnban is együtt szerepel. Ezt követően a Viharos hétfő című moziban kapta meg a „negatív” mellékszerepet, Cosmót, egy gátlástalan amerikai üzletembert. A filmet Mike Figgis rendezte, akinek ez volt az első mozifilmje (később kétszeres Oscar-díjra jelölt rendező). A forgatási helyszínek Amerikában és az Egyesült Királyságban volt, azon belül Sting szülővárosában, aki a filmben is szerepelt. A film a Rotten Tomatoestől, a New York Timestól  és a chicagói filmkritikustól, Roger Eberttől is pozitív kritikát kapott. Ez évi második tévéfilmje az Áprilisi reggel volt. A filmet Delbert Mann forgatta le, aki főként sorozatok és tv-filmeket rendezett, és aki már 1988-ban is sok produkción volt túl, hisz karrierje már 1949-ben kezdődött.
A történet Howard Fast azonos című regényén alapul, mely Adam Cooper történetét meséli el, aki az amerikai forradalomban nő fel. A filmben a forradalomnak csak a töredékét mutatták be (nem úgy, mint Fast könyvében), itt inkább Adam és a szüleivel való kapcsolatára összpontosítottak. Tommy Lee, Adam mogorva apját, Moses Coopert alakította. 1988-ban az utolsó filmje A halottak nem hazudnak volt. Ezúttal magánnyomozót alakít, akit egy gazdag ember azért bérel fel, hogy derítse ki, hogy kik végeztek a feleségével (később kiderül, hogy a nőt már tíz éve megölték). A film végül a nézőknél, és a kritikusoknál sem kapott nagy sikert, ám Jones ismét főszereplő volt. 1989-ben, Jones megkapta, tizenkilenc évi karrierje során, az eddigi legsikeresebb szerepét, a Texasi krónikák című mini-sorozatban. Eredetileg Larry McMurtry, már 1971-ben megírta a forgatókönyvet, és ezt el is adta Peter Bogdanovichnak, aki filmre is vitte volna, John Wayne, James Stewart és Henry Fonda főszereplésükkel, ám végül Wayne kilépett a produkcióból, így a projekt leállt. Ezt a forgatókönyvet tíz évvel később McMurtry visszavásárolta és inkább regényt csinált belőle, amit Suzanne De Passe segítségével, 1985-ben kiadtak. 1986-ban Pulitzer-díjas alkotás lett. Miután elnyerte ezt a díjat, John Milius és John Huston is filmet akart készíteni belőle, de McMurtry és De Passe úgy döntött, hogy mini-sorozatot készít belőle. Eleinte ez a projekt is sok gonddal küzdött. A legtöbb hollywoodi stúdiót, nem érdekelte a megvásárlási jog, míg végül ezt, a Motown Productions szerezte meg, társulva a Pangeaval és a Quintex Entertainmentel. A másik probléma, hogy a könyv egyik főszereplőjére, Woodrow F. Call kapitányra, nem volt meg a színész. Elsőként Charles Bronsonnak ajánlották fel a szerepet, de ő visszautasította. Ezután James Garner jött szóba, ám ő egészségi okokból mondott nemet, valamint Jon Voightot se tudta megszerezni a film. E három színész után jött Tommy Lee, aki végül igent mondott a szerepre (később Garner és Voight is eljátszotta Callt más-más filmben). Jones könnyen beilleszkedhetett, hisz olyan színészekkel szerepelhetett, akikkel már korábban is együtt dolgozott: Robert Duvallt (a másik főszereplő) A Betsyből, Diane Lane-t, A nagyvárosból, Robert Ulrichot az Áprilisi reggelből és Frederic Forrestet a Csak a testemen keresztülből ismerte. A filmben szerepelt még Danny Glover, Chris Cooper és Steve Buscemi is. Az érdemi forgatás 16 hétig tartott, heti 6 napban, melyben a színészek mellett több mint 2000 állat is szerepelt. Helyszínül Nebraskát, San Antoniót, Texast és Új-Mexikót választották, melynek forgatása során, Tommy Lee, a lovas jeleneteknél sem használt dublőrt. A sorozat első részét 1989. február 5.én sugározta le a CBS, a többi részt pedig a következő három napban. A Texasi krónikák című western-kaland túlnyomórészt pozitív kritikát kapott a kritikusoktól és a közönségtől egyaránt. Becslések szerint 26 millióan nézték meg Amerikában, ami igen figyelemreméltó szám volt abban az időben. A kritikusok részéről, jó kritikát kapott a TRIO nevű kábel-csatornától, hisz mind a mai napig, a harmadik legjobb mini-sorozatnak tartja a tízes ranglistájukon. A New York Times az írta (Jones-t is kiemelte): "...a mini-sorozat újre életre keltette a mini-sorozatot és a westernt is, pedig mindkettő kihaló félben volt. ...Robert Duvall, mint a vidám Gus McCrae és Tommy Lee Jones, mint a hallgatag Woodrow Call, remekül játszottak". A sorozatot négy Golden Globe-díjra jelölték: Jones elnyerte a legjobb férfi mellékszereplőnek járó díjat. Továbbá a 19 Emmy-díj jelölésből hetet nyert meg a sorozat. Jones-t itt is jelölték, ám itt már a legjobb férfi főszereplő (televíziós minisorozat vagy tévéfilm) kategóriában. A Golden Globe-díjat végül Dean Stockwell kapta, míg az Emmy-díj, James Woodsnak jutott. Ebben az évben, a Texasi krónikák című tv-filmjén kívül, szerepelt még a Kereszttűzben című akció-krimiben. Itt ismét negatív szerepben tűnik fel, mint egy bérgyilkos, akit Johnny Gallagher őrmester üldöz, melyet Gene Hackman formált meg. A történet szerint, Németországban, Washingtonban, Virginiaban, valamint Illinoisban is játszódik, ám a filmet teljes egészében Chicagoban forgatták le. Jones-nak ez a filmje is vegyes fogadtatásban részesült, ám igen jó kritikát kapott a NYTimestól, mely Tommy Lee-t is kiemelte: "...Hackman és Jones is kiválóan éltek a szerepükkel;...Jones ugyanolyan jól hozta karakterét, mint A hóhér dalában". Jones játéka valószínűleg a film rendezőjét, [[[Andrew Davis (filmrendező)|Andrew Davis]]t is meggyőzte, hisz a direktor következő két filmjébe is Tommy Lee-t választotta.
1980-as évtized végén, Tommy Lee Jones (hasonlóan az 1970-es években) vegyes kritikájú filmekben vett részt, ám ezúttal díjakkal is elismerték, köztük egy Emmy-díjjal is.

### Hollywoodi áttörés: 1990-es évek
Tommy Lee Jones az 1990-es éveket a Tűzmadár akció című akció filmmel kezdte, mint az egyik főszereplő. Itt repülés oktatót alakít, aki segít kiképezni Jake Prestont, akit Nicolas Cage formált meg. A mozi igencsak megbukott a nézőknél  és a kritikusoknál, miszerint a Tűzmadár akció igen feltűnő hasonlóságot mutat a Top Gun című mozifilmmel. 1991-ben, Jones-t, a háromszoros Oscar-díjas rendező, Oliver Stone kérte fel egy mellékszerepre a következő filmjébe, melynek címe a JFK – A nyitott dosszié volt. A film John F. Kennedy 1963-as meggyilkolásának és a tények eltitkolásának körülményeit vizsgálja. A főszereplő New Orleans kerületi ügyésze, Jim Garrison, akit Kevin Costner játszik. Garrison vádat emel New Orleans egyik megbecsült üzletembere, Clay Shaw ellen (Tommy Lee Jones), akiről feltételezi, hogy köze van a merénylet megszervezéséhez. Jones eredetileg másik szerepet kapott volna, de azt törölték a végleges verzióból. Tommy Lee, hogy hitelesen adja elő Shaw-t, három alkalommal beszélgetett a valódi Garrisonnal, és azokkal is beszélt, akik ismerték Shaw-t vagy dolgoztak vele. A forgatás 79 napig tartott, ám Jones mellékszereplő lévén, kevesebb mint 20 napig vett részt benne. 1992-ben az Úszó erőd című akciófilmben vállalt szerepet. Itt újra Andrew Davisszel dolgozott, aki ismét negatív szereplőt bízott Jones-ra, mint terrorista, aki megszállja a Missouri nevű repülőgép-anyahajóját. A mozi további szereplői: Steven Seagal, Erika Eleniak, valamint Tommy Lee jó barátja, Gary Busey. Ezen kívül a stábban dolgozott kilenc olyan szereplő (köztük Tommy Lee is), akit a rendező átvitt a következő évi filmjébe, A szökevénybe. A film hatalmas siker lett a mozinézőknél, hiszen világszerte 156.563.139 $ bevételt hozott, amely abban az időben a legsikeresebb filmnek számított. Továbbá a kritikusoknál is sikert ért el, mely első sorban a két gonosztevőt játszó, Busey-nak és Jones-nak köszönheti. Ám Tommy Lee-nek nem ez volt elsősorban a legnagyobb elismerése: az Úszó erőd forgatásán kiderült, hogy Jones megkapta élete első Oscar-díj jelölését a JFK – A nyitott dossziéban nyújtott alakításáért, mint a legjobb férfi mellékszereplő. A kategória további jelöltjei: Michael Lerner, a Hollywoodi lidércnyomásban, Ben Kingsley és Harvey Keitel a Bugsyban és Jack Palance, az Irány Colorado!-ban, aki a legesélyesebbnek tűnt, hisz ő kapta meg az az évi Golden Globe-díjat (itt Tommy Lee Jonest nem is jelölték). Az Oscar-gála március 30-án osztotta ki a díjait. A JFK-t további hét kategóriában jelöltek, mely végül kettőt kapott meg: a legjobb operatőrt és a legjobb vágást. Így Jones „csak” jelölésig jutott, a díjat végül Palance kapta. Ezután egy évet kellett várnia a következő fontos jelöléséig: ezúttal a Brit Filmakadémia, más néven a BAFTA-díj jelölte legjobb férfi mellékszereplőnek, szintén a JFK-beli alakításáért. Itt azonban már más színészek voltak a vetélytársai: Gene Hackman (Nincs bocsánat), Jaye Davidson (Síró játék) és Samuel West (Szellem a házban). Tommy Lee ismét „csak” a jelölés maradt, itt Gene Hackman „győzte” le.

### Sorozat- és szinkronhang megjelenései
Tommy Lee Jones viszonylag kevés televíziós sorozatban szerepelt, főképp karrierje elején vállalt ilyen szerepeket. Először 1971-ben az ABC által sugárzott One Life to Live című szappanoperában vállalt szerepet, mely igen népszerű Amerikában, hisz 1968-tól, még mind a mai napig fut. A sorozatban negatív karaktert alakított, mint Dr. Mark Toland, aki házasságtörő és zsaroló volt, valamint az ő hanyagsága miatt halálát okozta egy betegnek. A forgatások alatt megismerkedett Tom Berengerel, akivel azóta is jó barátok. Rajtuk kívül még olyan nagy hírességek szerepeltek, mint Laurence Fishburne, Ryan Phillippe vagy Snoop Dogg. Tommy Lee Jones 1993-ban a New York Timesban leadott interjújában elmondta, hogy ebben az időszakában éjjel-nappal ezzel a sorozattal törődött, melyre hamar ráunt valamint rájött, hogy ha csak a színház és szappanopera szerepekkel foglalkozik, akkor nem jut egyről a kettőre. Jones így is öt évig játszotta el Dr. Tolandot, mire "hirtelen halállal" kiírták a sorozatból. 1975-ben kiszállt a sorozatból és elköltözött New Yorkból Los Angelesbe, hogy komolyan elkezdhesse filmes pályafutását. Jones az Entertainmet Weeklynek lemondta, hogy miután kilépett a sorozatból, legalább három hétig az kellett hallania, hogy: "Ó, ön játszotta azt a rettenetes orvost".
Tommy Lee Jonesnak 1976, a sorozat megjelenései éve volt: Az első a Barnaby Jones misztikus drámában volt. Az epizód címe Végzetes tanú volt. Ebben a részben, rajta kívül feltűnt még Larry Hagman is (többen a Dallas című sorozat Jockey Ewing-ként ismerik). Ezt követte a Baretta című egyik rész mellékszerepe. A harmadik és talán a legemlékezetesebb sorozat megjelenése a Charlie angyalai című akció sorozat pilot epizódjában volt. A forgatás 1975 júliusában kezdődött. Ez a 72 perces rész, eredetileg kísérleti filmnek készült, melynek címe Angels (Angyalok) lett volna. A forgatás ideje elhúzódott, több mint fél évig dolgozott a stáb, így csak 1976. március 21-én mutatták be a televíziók képernyőin. A pilot epizód kicsit másképp jött létre, mint a rákövetkező 109 rész, hisz az „angyalok” magándetektíveket játszottak, nem használtak fegyvereket, sokkal inkább az elméjüket használták, valamint az álcázás mesterei voltak. A levetítés után nem voltak elragadtatva a nézők, valamint az ABC el is utasította a sorozatot. A televízió társaság vezetője Fred Pierce-nek nem tetszett a koncepció, így átdolgozta a forgatókönyvet, ezzel "megmentve" a sorozatot. A következő részt csak szeptember 22-én mutatták be, onnantól viszont folyamatosan ment a sorozat (a többi epizód már csak kb. 50-60 perces részek voltak). A bevezető részt tehát, többen inkább tévéfilmnek tekintik, amikor pedig ismételték a sorozatot, ritkábban is mutatták be ezt a részt. Tommy Lee Jonesnak Aram Kolegiant kellett eljátszania, közös jelenetei pedig leginkább Farrah Fawcett-tel volt. Ő játszotta Jill Munroe-t, az egyik „angyalt”. 76 végén még szerepet kapott a Family című családi drámában. Ezidáig legutolsó sorozat fellépése ismét a One Life to Live-ban volt, igaz csak egy résznek egy rövid jelenetében jött vissza.
Tommy Lee Jones először és utoljára (egyelőre) 1998-ban volt szinkronhang a Chipkatonákban. Joe Dante rendezésében, a DreamWorks forgalmazta, mely egy játékkészítő elszabadult „chipkatonáit” mutatta be. Tommy Lee az egyik játék, Chip LeCsap, mely az elitkommandó vezetőjének volt az eredeti hangja. A film vegyes kritikát kapott mind a nézők, mind a kritikusoktól. Ennek ellenére még ugyanebben az évben videójátékot is csináltak, amelynek Jones ugyanúgy a hangját adta.

### Színházi karrierje
Tommy Lee Jones a filmszerepek előtt színházi szerepeket vállalt. Debütálása New Yorkban a Broadway-n volt, 1969-ben, John Osborne, rendhagyó művének átdolgozásában, az Ide nekem a hazafival! vagy más néven Hazafit nekünk! című darabban. Ennek a kémtörténetről szóló előadásnak a sztárja az Oscar-díjas Maximilian Schell volt (ő játszotta Alfred Redlt). Az előadást 49-szer mutatták be az Imperial színházban, ahol Tommy Lee-nek (ekkor még csak Tom Lee) ortodox papot, Stefan Kovacsot, tisztet és több más karaktert kellett eljátszania. Az előadást 49-szer mutatták be az Imperial színházban, ahol Tommy Lee-nek (ekkor még csak ez volt a neve) ortodox papot, Stefan Kovacsot, tisztet és több más karaktert kellett eljátszania. A művet két kategóriában jelölték Tony-díjra, valamint meg is filmesítették Redl ezredes címmel, mely a történet elején el is mondja, hogy A Patriot for Me színmű inspirálta. Ezután Sal Minero, Fortune and Men's Eyes című ellentmondásos darabban lépett fel. Ezt a vitatott művet az Off-Broadway-en mutatták be, amely több erotikus jelenetet is tartalmazott.
1971-ben, miután filmes debütálása (Love Story – Szerelmi történet) is megvolt, visszatért a Broadway-re, és egy évre leszerződött a Broadhust Színházhoz. Itt szerepet kapott a Négyen egy kertben darabban, mely egy este négy komikus művet adott le egyszerre: a Betty, a Dunkelmayer háza, a Svingerek és a Torreádor. A Betty volt az első felvonása az estének, amely sokak szerint egy régi vad nyárra emlékeztet a Fire szigeten. Itt Jonesnak Joelt kellett eljátszania. Ezután kézbesítőnek öltözött és szerepelt a Dunkelmayer házában, mely egy özvegy és egy fiatal pincér kapcsolatát mesélte el. A harmadik felvonásban, a Svingerekben, maradt ugyanebben a szerepben. Ez a rész egy idős házaspárról szólt, akik egy romantikus estét töltenek egy táncteremben. Az este végén ismét Joelt játszotta el, ezúttal a Torreádorban. A színdarab rendezője Abe Burrows volt, aki már ekkor igen tapasztalt színházi tapasztalattal rendelkezett. A mű két sztárja, a kétszeres Emmy-díjas Sid Caesar és az Oscar-díjra jelölt Carol Channing volt. 1971. január 30-tól március 20-ig, 47-szer mutatták be a színházban.
1972-ben visszatért az Off-Broadwayre, ám ezúttal a Martinique Színházba, ahol a Kék fiúkban szerepelt. Ezt követte Stephen Dedalus karaktere a Ulysses in Nighttownban, amelyben Tommy Lee ismét egy nagy sikerű darabban léphetett fel. Itt a főszereplő a BAFTA és Golden Globe-díjra jelölt Zero Mostel volt (ezért az alakításáért több díjat és jelölést is nyert,) a rendezője pedig, az a Burgess Meredith, aki a Rocky című filmben nyújtott alakításáért Oscar-díjra jelöltek. A történet James Joyce Ulysses (latin szó, magyarul: Odüsszeusz) című regény egyik epizódját dolgozta fel. A show-t a Winter Garden Színházban mutatták be 1974. február 15-én, melyet követően 69-szer adták elő az előadók. Ezután olyan színházi produkcióban lépett fel a New York-i Shakespeare Fesztiválon, mint a Halászat és Az időpróba.
Eddigi legutóbbi színház szerepe 1980-ban Sam Shepard Valódi vadnyugatában volt, mint a darab főszereplője Austin.

## Magánélete

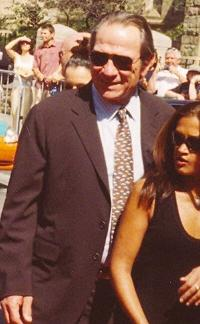
Jones a Melquiades Estrada három temetése című film bemutatóján 2006-ban

Tommy Lee Jones New Yorkban ismerkedett, majd 1971. december 31-én összeházasodott, Katherine "Kate" Lardnerrel, aki író és színész (szerepelt a Quincy M.E című sorozatban), valamint unokája Ring Landernek. A házasság megromlott 1977-ben, amikor is kiderült, hogy Tommy Lee, közelebbi viszonyba került a színész és modell Lisa Taylorral. A házasság hét évig tartott: 1978. február 9-én elváltak. Tommy Lee a mai napig vonakodva beszél erről az időszakjáról.
1981-ben, miközben forgatták a Kéjnő Kaliforniába készül című filmet, Jones megismerkedett Kimberela Gayle Cloughley-val, akit el is vett 1981. május 30-án. Cloughley apja, Phil Hardberger, aki egykor San Antonio polgármestere volt. Kimberelától született első gyereke 1982. november 9-én, akit Austin Leonardnak (beceneve: Bubba) kereszteltek. Jones születésekor Új-Zélandon volt, ahol leforgatták vele a Kincs a kannibálok szigetén című filmet. 1991. szeptember 3-án lánya is született tőle, akit Victoria Kafkának (beceneve Tory) hívnak. 1996. március 23-án (15 év házasság után), azonban tőle is elvált.
2001. március 19-én vette el harmadik feleségét Dawn Maria Laurelt, aki a filmiparban, főként a kamera és az elektromos osztályon dolgozik. Olyan filmekben segédkezett, mint Az 57-es utas, a Beverly Hills-i zsaru 3., az Ace Ventura 2. – Hív a természet, valamint Tommy Lee Jones filmjeiben: a Régi jó cimborák, Melquiades Estrada három temetése, Az elektromos ködben és a A Sunset Limited című tévéfilmben is. Vele a napjainkig is együtt vannak.
Jones feleségével, két gyermekével és anyjával, most a Texas állambeli Terrell Hillsen lakik, amely San Antonio külvárosában található. Tulajdonában van San Saba megyében egy 3000 hektáros marhafarm, ahol részmunkaidősen szarvasmarha-tenyésztő. Szintén tulajdonosa egy ranch-nak, mely Van Hornban található. Ezt az egyik saját filmjébe, a Melquiades Estrada három temetése című westernnek, egyik helyszínéül is választotta.
Megszállottja a lovaspólónak, amit majdhogynem versenyszerűen is játszik. 1993-ban, csapatával megnyerte az Amerikai Lovaspóló Szövetség – West Challenge kupáját. 1998. október 30-án egy meccsen a ló alá esett, és elég komolyan meg is sérült. Vett egy farmot a floridai Wellingtonban, ahol versenylovakat tenyészt, valamint tulajdonosa egy Lovaspóló Country Clubnak, Buenos Airesben. A Harvard Egyetem legjobb lovaspóló tanulóinak minden ősszel meg szokta engedni, hogy a farmján gyakorolhassanak. Jones lelkes rajongója a San Antonio Spurs nevű kosárlabdacsapatnak.
2000-ben a Demokrata National Conventionon, jelölő beszédet mondott, egykori kollégiumi szobatársának és egyben egyik legjobb barátjának, Al Gore-nak, aki akkor az Egyesült Államok Demokrata Pártjának az elnökjelöltje volt. A választást végül George W. Bush nyerte. 2007. október 12-én megkérték Jonest, hogy rendezze meg Gore-nak, a Nobel-békedíj koncertet.
- Érdekességek :[9]
  - Folyékonyan beszél spanyolul.
  - Jó barátai: Al Gore, Willie Nelson, Gary Busey, Oliver Stone és Robert Duvall.
  - Első unokatestvére Boxcar Willie, a híres countryénekes.
  - Tulajdonában vannk, a Cormac McCarthy ellentmondásos regénye alapján feldolgozott Véres délkörök című film jogai (Sokak szerint nem lehet ezt a könyvet megfilmesíteni.)
  - Pontosan ugyanazon a napon született, mint jó barátja Oliver Stone.
  - Joneson kívül többen is eljátszották Howard Hughest: (Jason Robards, a Melvin és Howardban (1980), Terry O’Quinn, a Rocketeerben (1991) és Leonardo DiCaprio, az Aviátorban (2004), de Tommy Lee volt az egyetlen aki texasi, csak úgy, mint Hughes.

## Válogatott filmográfia

### Film
- Love Story (1970)
- A Jackson megyei börtön (1976)
- Mennydörgés (1977)
- A Betsy (1978)
- Laura Mars szemei (1978)
- A szénbányász lánya (1980)
- Kéjnő Kaliforniába készül (1981)
- Kincs a kannibálok szigetén (1983)
- Folyami patkány (1984)
- Fantasztikus prototípus (1986)
- A nagyváros (1987)
- Viharos hétfő (1988)
- Kereszttűzben (1989)
- Tűzmadár akció (1990)
- JFK – A nyitott dosszié (1991)
- Úszó erőd (1992)
- Kártyavár (1993)
- A szökevény (1993)
- Ég és föld (1993)
- Időzített bomba (1994)
- Az ügyfél (1994)
- Született gyilkosok (1994)
- Kék ég (1994)
- Öreg harcos (1994)
- Mindörökké Batman (1995)
- Tűzhányó (1997)
- Men in Black – Sötét zsaruk (1997)
- Életre-halálra (1998)
- Chipkatonák (1998)
- Kettős kockázat (1999)
- A bevetés szabályai (2000)
- Űrcowboyok (2000)
- Men in Black – Sötét zsaruk 2. (2002)
- Veszett vad (2003)
- Az eltűntek (2003)
- Szemtelen szemtanúk (2005)
- Melquiades Estrada három temetése (rendező, 2005)
- Az utolsó adás (2006)
- Nem vénnek való vidék (2007)
- Elah völgyében (2007)
- Az elektromos ködben (2009)
- Vállalati csalódások (2010)
- Amerika Kapitány: Az első bosszúálló (2011)
- Men in Black – Sötét zsaruk 3. (2012)
- Amit még mindig tudni akarsz a szexről (2012)
- Lincoln (2012)
- A háború császára (2012)
- Vérmesék (2013)
- A kelletlen útitárs (2014)
- Beépített tudat (2016)
- Jason Bourne (2016)
- A mestergyilkos – Feltámadás (2016)
- Háborúra készülve (2017)
- Csak most kezdődik (2017)
- Ad Astra – Út a csillagokba (2019)
- Wander (2020)
- A nagy visszatérők (2020)
- A temetés (2023)

### Televízió
- A lenyűgöző Howard Hughes (1977)
- A hóhér dala (1982)
- Macska a forró bádogtetőn (1984)
- Megszegett fogadalmak (1987)
- A halottak nem hazudnak (1988)
- Texasi krónikák: Lonesome Dove (1989)
- Régi jó cimborák (rendező, 1995)
- A Sunset Limited (rendező, 2011)

## Színházi szerepei
| Év   | Cím                                      | Eredeti cím                         | Szerep                                  | Hol játszották                                                  |
| ---- | ---------------------------------------- | ----------------------------------- | --------------------------------------- | --------------------------------------------------------------- |
| 1990 | Billy, a kölyök valódi élete             | The Authentic Life of Billy the Kid | „Tommy Lee Jones csak rendezte”         | Josephine utcai színház – (San Antonio)                         |
| 1980 | Valódi vadnyugat                         | True West                           | Austin                                  | Public színház, New York-i Shakespeare Fesztivál (Off-Broadway) |
| 1975 | Az időpróba                              | The Time Trial                      |                                         | Public színház, New York-i Shakespeare Fesztivál (Off-Broadway) |
| 1975 | Halászat                                 | Fishing                             | Bill                                    | Public színház, New York-i Shakespeare Fesztivál (Off-Broadway) |
| 1974 |                                          | Ulysses in Nighttown                | Stephen Dedalus                         | Winter Garden színház (Broadway)                                |
| 1972 | Kék fiúk                                 | Blue Boys                           | Simpson                                 | Martinique színház (Off-Broadway)                               |
| 1971 | Négyen egy kertben – Torreádor           | Toreador                            | Joel                                    | Broadhust színház – (Broadway)                                  |
| 1971 | Négyen egy kertben – Svingerek           | Swingers                            | "kézbesítő"                             | Broadhust színház – (Broadway)                                  |
| 1971 | Négyen egy kertben – Dunkelmayer háza    | House of Dunkelmayer                | "kézbesítő"                             | Broadhust színház – (Broadway)                                  |
| 1971 | Négyen egy kertben – Betty               | Betty                               | Joel                                    | Broadhust színház – (Broadway)                                  |
| 1969 |                                          | Fortune and Men's Eyes              | több karakter                           | (Off-Broadway)                                                  |
| 1969 | Ide nekem a hazafival! / Hazafit nekünk! | A Patriot for Me                    | ortodox pap, Stefan Kovacs, srác, tiszt | Imperial színház – (Broadway)                                   |

## Fordítás
- Ez a szócikk részben vagy egészben  a   Tommy Lee Jones című angol Wikipédia-szócikk ezen változatának fordításán alapul.  Az eredeti cikk szerkesztőit annak laptörténete sorolja fel. Ez a jelzés csupán a megfogalmazás eredetét és a szerzői jogokat jelzi, nem szolgál a cikkben szereplő információk forrásmegjelöléseként.